# 20528 Кайлйоан
20528 Кайлйоан (20528 Kyleyawn) — астероїд головного поясу, відкритий 7 вересня 1999 року.
Тіссеранів параметр щодо Юпітера — 3,269.